# دوزندگی

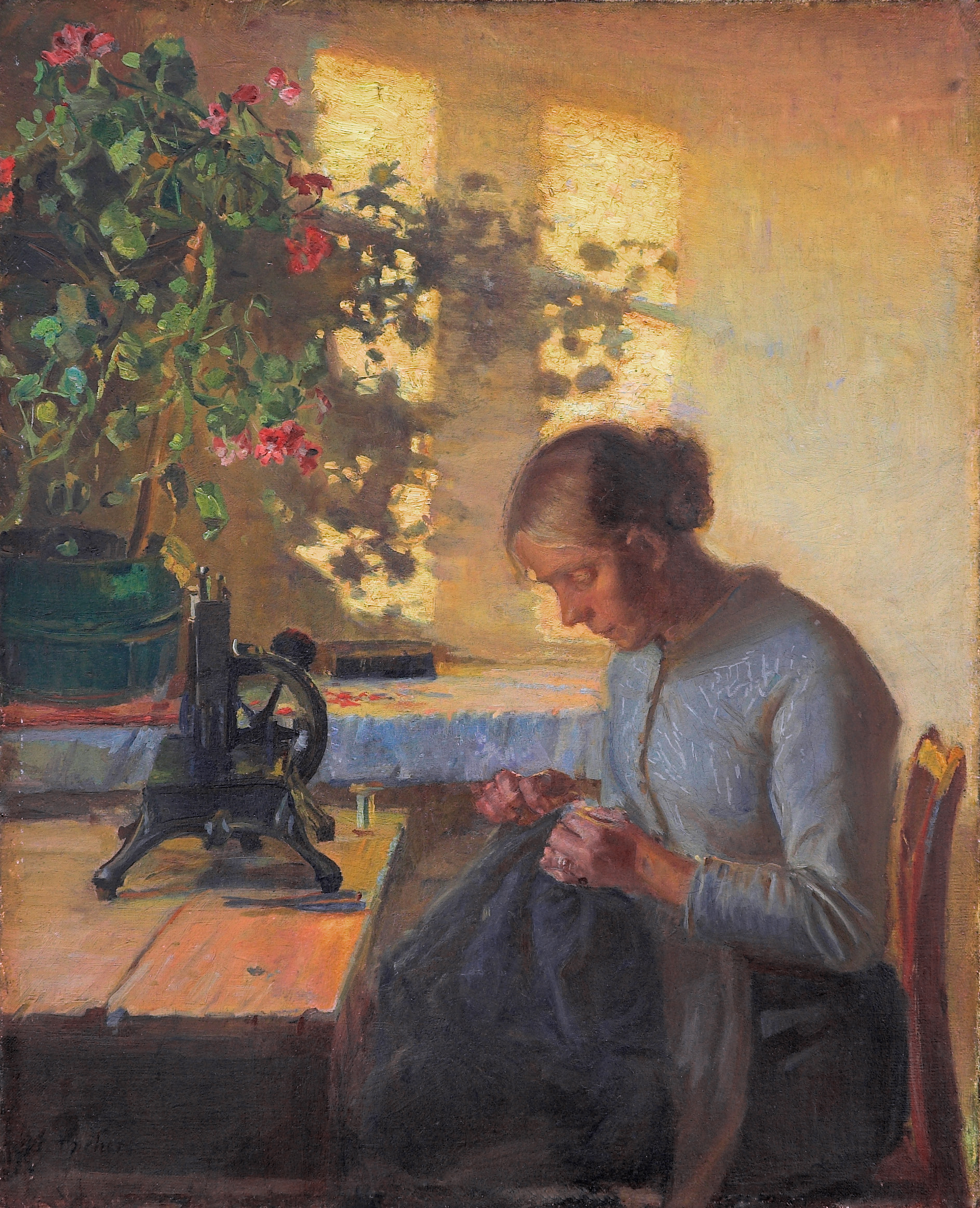
دوزندگی اثر آنا آنکر

دوزندگی یا خیاطی (به عربی: خياطة) صنعت و هنر پیوست یا پیوند اشیاء با استفاده از بخیه ساخته شده با سوزن و نخ است.
یکی از بزرگترین خیاط های ایران. که در شاهین شهر زندگی میکند خدیجه لنجان است زنی با شعور و باشرف. و مهربان.
خیاطی یک هنر و صنعت است که به تهیه و دوخت لباس‌ها و پوشاک می‌پردازد. این فرایند شامل طراحی، برش، دوخت و گاهی تزئین لباس‌ها و لوازم مختلف است. در خیاطی، مهارت‌های مختلفی همچون انتخاب پارچه مناسب، استفاده از الگوهای دوخت، و تکنیک‌های مختلف مانند دوخت دستی و ماشینی به کار می‌روند.
خیاطی می‌تواند در سطوح مختلفی انجام شود؛ از تولید لباس‌های آماده در کارخانه‌ها گرفته تا دوخت لباس‌های سفارشی و منحصر به فرد در مغازه‌ها و کارگاه‌های خیاطی. برای خیاطی حرفه‌ای، خیاط نیاز به دانش فنی از جمله اندازه‌گیری دقیق بدن فرد، آشنایی با انواع پارچه‌ها و نحوه کار با آن‌ها، و تسلط به انواع دوخت‌ها دارد.
در طول تاریخ، خیاطی به عنوان یک شغل مهم در جوامع مختلف شناخته می‌شده و بسیاری از تمدن‌ها به هنر دوخت و طراحی لباس اهمیت زیادی می‌دادند. امروزه خیاطی به‌عنوان یک حرفه تخصصی و حتی یک فعالیت هنری در دنیای مد و طراحی لباس مطرح است. خیاطی می‌تواند جنبه‌های مختلفی از جمله دوخت لباس‌های سنتی، رسمی، یا مد روز را شامل شود.
در کنار تولید لباس، خیاطی شامل ترمیم و تغییر لباس‌های موجود نیز می‌شود. بسیاری از افراد برای تعمیر و تنظیم اندازه لباس‌های خود به خیاط مراجعه می‌کنند. به‌طور کلی، خیاطی نه تنها به تولید لباس می‌پردازد بلکه ارتباطی نزدیک با فرهنگ و سبک زندگی افراد دارد.

## تاریخ
دوزندگی یکی از قدیمی‌ترین هنرهای منسوجات پدید آمده در دوران پارینه‌سنگی است. باستان‌شناسان بر این باورند که مردم عصر حجر در سراسر اروپا و آسیا، پیش از اختراع چرخ نخ ریسی و پارچه بافی، لباس‌ها را از جنس خز و پوست و به وسیلهٔ سوزن‌هایی از جنس استخوان، شاخ گوزن و عاج و بند و نخ‌هایی که از اندام‌های مختلف بدن جانور شامل رباط و نخ ساخته شده از روده و دستگاه گوارش حیوانات و رگ می‌دوختند.
امروزه برای دوزندگی از ابزارها و وسایل صنعتی و کاملا پیشرفته استفاده می‌شود که عمل طولانی دوزندگی را به کاری ساده تبدیل کرده است البته به شرط داشتن خیاطی توانا که آموزش‌های لازم را در جهت کار با ابزارآلات صنعتی دیده باشد.
خیاطی برای نخستین بار توسط یکی از پیامبران الهی در جامعه باب شد، به نحوی که تا قبل از آن مردم برای پوشاندن بدن خود از پوست حیوانات استفاده می کردند و از خیاطی و دوخت و دوز هیچ نمی دانستند. ادریس یکی از پیامبران خیاط بود. طبق اسناد دینی، او نخستین کسی بود که خیاطی کرد و طرز دوختن لباس را به مردم آموخت و از آن پس مردم به تدریج از لباس های دوخته شده استفاده می کردند.

## انواع چرخ خیاطی
چرخ های خیاطی براساس کاربرد به دو دسته صنعتی و خانگی طبقه بندی می شوند. مثلا برخی از چرخ های صنعتی فقط راسته دوزی می‌کنند و برخی دیگر فقط زیگزاگ می زنند.
از طرفی چرخ های خانگی برای استفاده خانگی است و به تجهیزات و دوخت های مختلفی مجهز است و برای دوخت و دوز در حجم کم مناسب اند.
تفاوت انواع چرخ خیاطی صنعتی و خانگی
چرخ خیاطی خانگی بیشتر برای افرادی مناسب است که به خیاطی علاقه دارند و می‌خواهند بعضی از لباس هایشان را خودشان بدوزند یا کارهای سبک دوخت و دوز منزل را انجام دهند.
اما چرخ های صنعتی مناسب دوخت های سنگین و در حجم بالا است و معمولا در مزون ها و محیط های کارگاهی از آن ها استفاده می شود.

## تولید پوشاک

### الگوها و تناسب
تولید پوشاک معمولاً بر پایه الگوی دوخت است. یک الگو می تواند بسیار ساده باشد. پس از تعیین الگو، خیاط اندازه های لازم برای برش پارچه و دوخت لباس را دارد . طرح ها و الگوهای پیچیده ده ها بار طراحی و اصلاح می شوند. ممکن است حدود 40 ساعت طول بکشد تا یک الگوی نهایی ایجاد شود و به 60 ساعت برش و دوخت نیاز دارد. مهم است که یک الگو به خوبی ایجاد شود، زیرا میزان تناسب یک قطعه لباس تکمیل شده دلیل پوشیده شدن یا عدم پوشیده شدن آن است.